# Biblioteca de Montserrat
La biblioteca de Montserrat és la biblioteca del Monestir de Montserrat. La biblioteca conté un fons d'uns 300.000 volums, uns 400 incunables (alguns dels quals impresos al monestir mateix), més de 200 papirs egipcis (grecs i coptes) i 2.000 manuscrits (llatins, catalans, castellans, hebreus, àrabs i siríacs), entre els quals cal esmentar el Llibre Vermell de Montserrat.

## Història
Des de la fundació del Monestir de Montserrat, en el segle xi, hi consta l'existència d'obres manuscrites i, des del segle xii, Montserrat va tenir el seu propi scriptorium, molt actiu als segles xiv i xv.
La inauguració d'un taller tipogràfic a Montserrat, promogut per l'abat Cisneros l'any 1499, va afavorir la difusió cultural del monestir.
Durant els segles XVII i XVIII, la biblioteca va créixer i va diversificar els seus fons fins a arribar a reunir, segons que consta, milers d'obres en les seves prestatgeries. El moment més tràgic de la seva història va ocórrer durant les guerres napoleòniques, quan el 1811 el monestir va ser destruït i es va perdre la major part del seu tresor bibliogràfic.
La biblioteca actual té el seu inici a finals del segle xix i, de manera particular, va créixer durant l'abadiat d'Antoni Maria Marcet (1913-1946). En pocs anys el fons de la biblioteca va passar de quinze mil volums a la xifra aproximada de cent cinquanta mil. La guerra civil espanyola, de primer, i, després, la segona guerra mundial van interrompre —o, si més no, van dificultar— les adquisicions. Posteriorment, en els últims decennis, ha estat possible duplicar els seus fons.
Destaquen les seccions de filosofia, teologia, ciències bíbliques, patrologia, litúrgia, música, història de l'art. Així mateix els seus apartats d'història general universal, en particular medieval i d'Europa, d'història de Catalunya i països de la Corona d'Aragó, amb un fons d'històries locals i de la guerra civil d'Espanya.

## Fons[2]
- Monografies: 330.000
- Publicacions periòdiques: 6.000
- Manuscrits: 1.500
- Incunables: 400
- Segle XVI: 3.700
- Gravats: 18.000
- Mapes antics: 500